# Michael Pfeiffer
Michael Michel Pfeiffer (Eschweiler, 19 juli 1925 – Vaals, 2 januari 2018) was een Duits voetballer en voetbalcoach.
Als middenvelder was Pfeiffer vooral succesvol bij Alemannia Aachen en in 1954 speelde hij eenmaal voor het West-Duits voetbalelftal. Hij sloot zijn loopbaan af in Nederland bij Fortuna '54.
Pfeiffer begon zijn trainersloopbaan bij Roda JC en trainde ook in meerdere periodes Alemannia Aachen.

## Carrièrestatistieken
| Seizoen    | Club        | Land       | Competitie | Competitie | Competitie | Beker | Beker | Internationaal | Internationaal | Overig | Overig | Totaal | Totaal |
| Seizoen    | Club        | Land       | Competitie | Wed.       | Dlp.       | Wed.  | Dlp.  | Wed.           | Dlp.           | Wed.   | Dlp.   | Wed.   | Dlp.   |
| ---------- | ----------- | ---------- | ---------- | ---------- | ---------- | ----- | ----- | -------------- | -------------- | ------ | ------ | ------ | ------ |
| 1961/62    | Fortuna '54 | Nederland  | Eredivisie | 23         | 2          | –     | 0     | –              | –              | –      | –      | –      | 2      |
| 1962/63    | Fortuna '54 | Nederland  | Eredivisie | 28         | 1          | –     | 1     | –              | –              | –      | –      | –      | 2      |
| Clubtotaal | Clubtotaal  | Clubtotaal | Clubtotaal | 51         | 3          | –     | 1     | 0              | 0              | 0      | 0      | –      | 4      |